# Festival

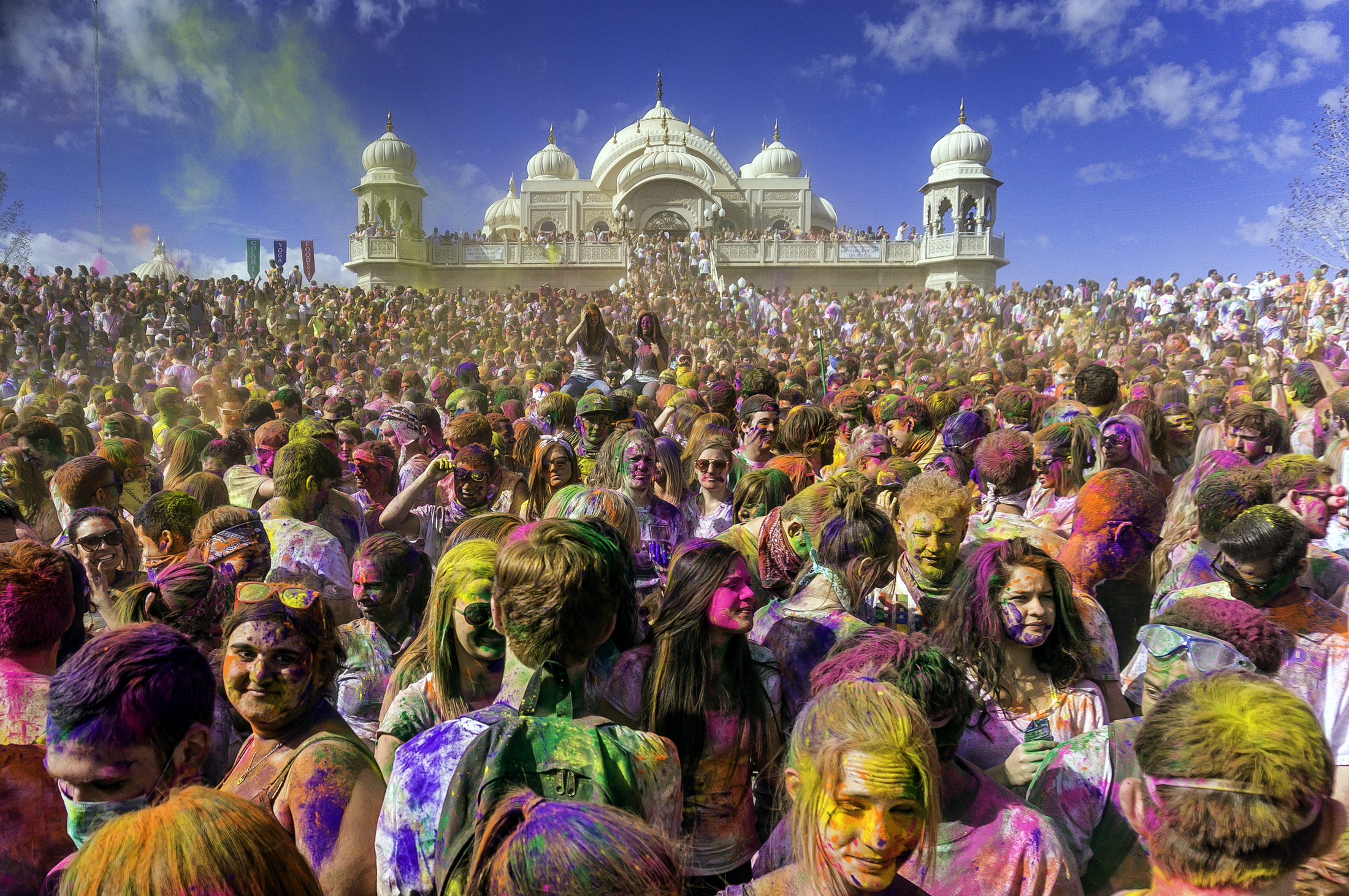
Celebração do festival hindu de Holi no Templo Sri Sri Radha Krishna em Utah, Estados Unidos

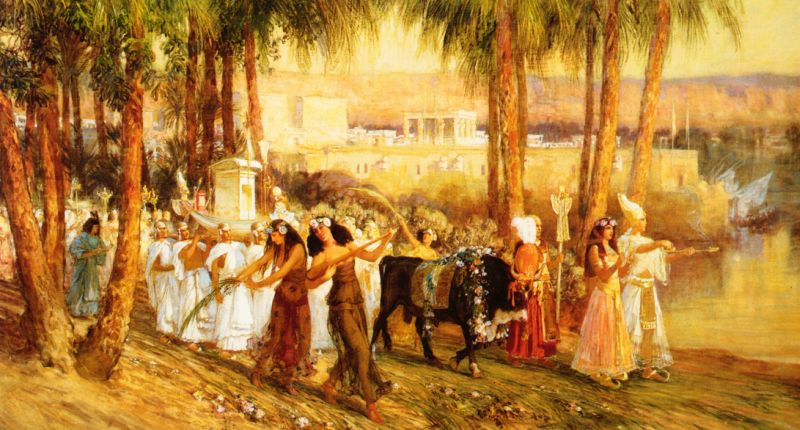
Procissão em Honra de Ísis representação do festival egípcio Navigium Isidis por Frederick Arthur Bridgman (1903)

Um festival é um evento extraordinário celebrado por uma comunidade e centrado em algum aspecto ou aspectos característicos dessa comunidade e sua religião ou culturas. Muitas vezes é marcado como um feriado local ou nacional. Um festival constitui casos típicos de glocalização, bem como a inter-relação de alta cultura e baixa cultura. Ao lado da religião e do folclore, uma origem significativa é a agricultura. A comida é um recurso tão vital que muitas festas estão associadas à época da colheita. Comemoração religiosa e ação de graças por boas colheitas se misturam em eventos que acontecem no outono, como o Halloween no hemisfério norte e a Páscoa no sul.
As festas muitas vezes servem para cumprir propósitos comunitários específicos, especialmente no que diz respeito à comemoração ou agradecimento aos deuses, deusas ou santos: eles são chamados de festas patronais. Eles também podem fornecer entretenimento, que era particularmente importante para as comunidades locais antes do advento do entretenimento produzido em massa. Festivais que se concentram em tópicos culturais ou étnicos também procuram informar os membros da comunidade sobre suas tradições; O envolvimento dos idosos compartilhando histórias e experiências proporciona um meio para a união entre as famílias. Os participantes de festivais são muitas vezes motivados por um desejo de escapismo, socialização e camaradagem; A prática tem sido vista como um meio de criar conexão geográfica, pertencimento e adaptabilidade.

## Etimologia
A palavra fest deriva do inglês médio, do francês médio palavra festivus, da palavra latina festivus. Festival foi primeiro registrado como um substantivo em 1589. Antes que tivesse sido usado como um adjetivo desde o século XIV, a significação era celebrar feriados da igreja. A etimologia da festa é muito semelhante àquela do festival. A palavra "feste" (uma carta diferente de "fest") vem do inglês médio, do francês médio, da palavra latina festa. A festa primeiro entrou em uso como um substantivo por volta de 1200, e a festa foi usada como um verbo por volta de 1300. Um festival é uma ocasião especial de festejar ou celebrar, que é normalmente religiosa. Pode haver muitos tipos diferentes de festival, como Halloween e Natal e ano novo.

## História
Os festivais têm sido significativos na cultura humana e são encontrados em praticamente todas as culturas. A importância dos festivais, para o presente, encontra-se no privado e no público; vida secular e religiosa.  As antigas sociedades gregas e romanas dependiam fortemente de festivais, tanto comunais quanto administrativos. Saturnália foi provavelmente influente para o Natal e o Carnaval. A celebração de ocasiões sociais, religião e natureza eram comuns. Festivais específicos têm histórias centenárias e festivais em geral se desenvolveram ao longo dos últimos séculos – alguns festivais tradicionais em Gana, por exemplo, são anteriores à colonização europeia do século 15. Os festivais prosperaram após a Segunda Guerra Mundial. Ambos estabelecidos em 1947, o Festival de Avignon e o Festival Fringe de Edimburgo foram notáveis na formação do modelo moderno de festivais. Os festivais de arte tornaram-se mais proeminentes na virada do século 21. Nos tempos modernos, os festivais são mercantilizados como uma perspectiva turística global, embora sejam comumente públicos ou sem fins lucrativos.

## Festivais

### Antigo Egito
A maior parte dos festivais do Antigo Egito foram religiosos, mas outros não foram como um festival criado por Ramessés III para comemorar a vitória sobre os líbios. Quando ocorriam festas, elas eram determinadas por ciclos lunares ou pelo calendário egípcio. Os festivais eram grandes celebrações com abundância de alimentos disponíveis. Em uma festa no século XII a.C. 11,341 forma de pão e 385 frascos de cerveja foram dadas ao público. O sed festival celebrou o trigésimo ano de um dos faraós Estado e, em seguida, a cada três (ou quatro, em um caso) anos depois.

### Brasil
Festivais importantes no mundo todo já fazem parte do Brasil, acontecendo por vários períodos de tempo. Um exemplo é o Rock in Rio que começou no Brasil, e hoje vários outros países têm festival de música. Este virou uma franquia. Dentre os exemplos de festivais muito conhecidos no Brasil, estão: o Carnaval do Rio de Janeiro, o Festival Folclórico de Parintins, Festival de São João de Caruaru, Festival de Gramado, Festival de Inverno de Campos do Jordão, o Festival Artipura, etc.

### Tradicionais Iranianos
Mehregan festival, Norooz or nuroz festival, qadir festival, Chahar shanbehesori festival.

### Islâmicos
Hajj festival (a maior festa islâmica), Ide fiter festival é outra festa islâmica, Ide qadir festival é também um festival Irano-Islâmico.

### Tradicionais Chineses
- Festival de inverno (Ano Novo Chinês, Calendário Agrícola 1º de janeiro)
- Festival do Butão (Festival Único)
- Festival das Lanternas (Dia da Comunidade, Calendário da Agricultura 15 de janeiro)
- Festival Selvagem (Calendário Agrícola 3 de março)
- Festival de Comida Fria (Calendário Agrícola um dia antes do período solar Qingming)
- Festival de Luto (Adoração aos Ancestrais, Calendário Agrícola Termo solar Qingming por volta de 5 de abril)
- Festival do Barco-Dragão (Dia do Embrulho de Arroz, Calendário Agrícola, 5 de maio)
- Festival Magpie (Dia dos Namorados Chinês, Calendário Agrícola, 7 de julho)
- Festival do Meio do Ano (Halloween Chinês, Calendário Agrícola 15 de julho)
- Festival do Meio Outono (Dia do Bolo da Lua, Calendário Agrícola 15 de agosto)
- Festival Dual-Yang (Dia da Longa Vida Saudável e Dia da Escalada, Calendário Agrícola, 9 de setembro)
- Festival do Meio-Inverno (termo solar no meio do inverno, por volta de 23 de dezembro)
- Festival da Sopa (Festival Budista, Calendário Agrícola em 8 de dezembro)
- Festival de Cozinha (Ação de Graças Chinesa, Calendário Agrícola, 23 de dezembro)
- Véspera de Ano Novo (último dia do Calendário Agrícola)

## Geral
- Festival de arte
- Festival da cerveja
- Festival da comédia
- Festival da cultura
- Festival de filme
- Festival do fogo
- Festival do folclore
- Festival da gastronomia
- Festival de Gramado
- Festival de inverno
- Festival literário
- Festival da Lua
- Festival de música
- Festival religioso
- Festival de rock
- Festival da ciência
- Festival de teatro
- Festival de verão
- Festival a Beneficio